# Xã Gourley, Michigan
Xã Gourley (tiếng Anh: Gourley Township) là một xã thuộc quận Menominee, tiểu bang Michigan, Hoa Kỳ. Năm 2010, dân số của xã này là 420 người.